# Долгов, Владимир Константинович
Владимир Константинович Долгов (1916-1944) — Гвардии лейтенант Рабоче-крестьянской Красной Армии, участник Великой Отечественной войны, Герой Советского Союза (1945).

## Биография
Владимир Долгов родился 26 марта 1916 года в Вологде в рабочей семье. Получил неполное среднее образование, после чего работал в вологодской артели «Красный факел». В 1938—1940 года служил в Рабоче-крестьянской Красной Армии, участвовал в боях на озере Хасан. С ноября 1941 года — на фронтах Великой Отечественной войны. К июню 1944 года гвардии лейтенант Владимир Долгов командовал взводом 213-го гвардейского стрелкового полка 71-й гвардейской стрелковой дивизии, 23-го гвардейского стрелкового корпуса, 6-й гвардейской армии, 1-го Прибалтийского фронта. Отличился во время освобождения Витебской области Белорусской ССР.
23 июня 1944 года взвод Долгова выбил противника из траншеи в районе посёлка Шумилино и одним из первых в полку форсировал Западную Двину, захватив плацдарм на её западном берегу. Все контратаки противника были отражены, Долгов неоднократно поднимал свой взвод в атаку. В бою он получил ранение, но продолжал сражаться. 24 июня 1944 года он погиб в бою за деревню Буй Бешенковичского района. Похоронен в деревне Загромадино того же района.

## Награды
Указом Президиума Верховного Совета СССР от 24 марта 1945 года гвардии лейтенант Владимир Долгов посмертно был удостоен высокого звания Героя Советского Союза. Также посмертно был награждён орденом Ленина.